# Bubastis
Bubastis je drevni grad kojega su stari Egipćani nazivali Per-Bast. Grčki naziv bio je Βούβαστις  (Herodot) ili Βούβαστος (Strabo, Diodorus, Plinije Stariji, Ptolemej). Bubastis je također identificiran kao biblijski Phibeseth (Ezekijel)

## Povijest
Staroegipatski Bubastis nalazio se na području delte rijeke Nil, jugozapadno od grada Tanisa. 
Bio je središte donjoegipatskog 18.okruga.
Godine 952. pr. Kr. Bubastis je postao kraljevska rezidencija 22. dinastije, a procvat je doživio tijekom 23. dinastije.
Moć Bubastisa oslabila je nakon perzijskog osvajanja Egipta godine 525. pr. Kr. 
Herodot je dao najopširniji opis grada, posjetivši ga godine 450. pr. Kr. Također je pisao da se još u antičko doba pokušavalo sačuvati Bubastis od oštećenja uzrokovanih poplavama Nila.

## Religija
Bubastis je bio središte staroegipatskog kulta božice Bast (Bastet), koja se nekad nazivala i Bubastis.
Uz novi značaj grada ojačalo je i štovanje ove božice te s njom povezan kult mačke, njene svete životinje.
Godišnje svetkovine u Bubastisu postale su cilj trgovaca, obrtnika i hodočasnika iz čitave zemlje.
Stari Grci su božicu Bast poistovjetili s Artemidom.

## Ruševine Bubastisa
Ruševine drevnog Bubastisa nalaze se nedaleko modernog egipatskog grada Zagaziga. 
Arheološka istraživanja vršila su se godine 1886. i 1887., a ekspedicija 1906. godine otkrila je još neistraženu kapelu 6. dinastije i hram iz 8. stoljeća pr. Kr.
Nekadašnja velebnost ovoga grada vidljiva je iz sačuvanih kamenih ostataka i dugih zidina.
Unutar središnjeg dijela nalazi se velika gomila granitnih blokova koji su, obzirom na svoj oblik i skulpturalno oblikovanje, pripadali brojnim obeliscima i propilejima. Pretpostavlja se da su se koncentrično uzdizali uokolo središta u kojem su bili hram božice Bast i Hermesov hram. Čini se da su jedine stalne građevine u Bubastisu bili ovi hramovi i granitni zidovi hodnika, a grad je također imao bogatu vegetaciju, vrtove i šumarke.

## Poveznice
- Stari Egipat
- Mačke u drevnom Egiptu